# Xã Byersville, Quận McLean, Bắc Dakota
Xã Byersville (tiếng Anh: Byersville Township) là một xã thuộc quận McLean, tiểu bang Bắc Dakota, Hoa Kỳ. Năm 2010, dân số của xã này là 11 người.